# Gustaw Leyding
Gustaw Leyding (ur. 3 marca 1865 w Botowie, zm. 19 września 1948 w Labuszewie) – polski działacz ludowy na Mazurach.

## Życiorys
Uczył się w szkole ludowej w Botowie. Od szesnastego roku życia pracował jako murarz. W 1888 odbył służbę wojskową w 43 pp w Królewcu. Od początku lat 90. XIX wieku mieszkał w Labuszewie, w pow. szczytnieńskim, gdzie kupił 2,5-hektarowe gospodarstwo. W 1896 był współzałożycielem Mazurskiej Partii Ludowej (MPL), do 1907 we władzach tej partii. Był także sekretarzem i skarbnikiem Związku Wyborczego MPL na okręg Szczytno-Mrągowo. W 1910 (wspólnie z Bogumiłem Labuszem) założył Bank Ludowy z siedzibą w Szczytnie, oraz pierwszego na Mazurach polskiego Kółka Rolniczego w Labuszewie. Był także organizatorem wycieczek do Wielkopolski i wspierał polski ruch czytelniczy. 
Po wybuchu I wojny światowej oskarżony o zdradę stanu, jednak z braku dowodów winy wkrótce został uwolniony. Stale jednak znajdował się pod obserwacją policji. Włączył się w działania zmierzające do przyłączenia Mazur do Polski (lata 1918-1920). Był członkiem Polskiej Rady Ludowej na pow. szczytnieński. W 1920 był członkiem polsko-niemieckiej Komisji Plebiscytowej na powiat szczytnieński. Bojówkarze niemieccy kilkakrotnie urządzali na niego napady, w.czasie jednego z nich stracił prawe oko. 
We wrześniu 1922 założył Samopomoc Mazurska i został jej prezesem; organizacja ta pozyskała ok. 6000 członków, lecz musiała ulec likwidacji wskutek odmowy władz niemieckich na jej zarejestrowanie.Od 1923 współpracował ze Zjednoczeniem Mazurskim (zebranie założycielskie odbyło się z inicjatywy jego syna Gustawa w domu Bogumiła Labusza juniora w Labuszewie). Zjednoczenie walczyło o język polski i uświadomienie narodowe Mazurów. Od 1928 był członkiem Zarządu partii jako sekretarz. Z ramienia Zjednoczenia współpracującego z Polską Partią Ludową kandydował  w 1924 i 1928 kandydował do Parlamentu Rzeszy oraz Sejmu Pruskiego. W 1929 kandydował do sejmiku prowincjonalnego w Królewcu. Od 1932 był członkiem Zarządu Okręgu Mazurskiego Związku Polaków w Niemczech. Po dojściu Adolfa Hitlera do władzy policja roztoczyła nad nim nadzór - wielokrotnie przeprowadzając rewizje w jego domu. Był również przedmiotem napaści bojówek SA (Sturmabteilung).
Po wybuchu II wojny światowej został aresztowany raz z synem Ottonem przez władze hitlerowskie we wrześniu 1939 i osadzony w obozie koncentracyjnym Hohenbruch w Prusach Wschodnich. Później został przewieziony do więzienia w Królewcu. Od 1940 przebywał pod nadzorem policyjnym w domu.
Pochowany został na cmentarzu ewangelickim w Labuszewie. 

## Rodzina
Urodził się w rodzinie chłopskiej, był najstarszym synem Augusta Leydinga i Henriety z domu Hejnik. Ożenił się z Szarlottą z domu Boettcher. Mieli trzech synów Ottona, Gustawa i Karola.

## Literatura
- Janusz Jasiński, Leyding Gustaw, senior (1865-1948) , Polski Słownik Biograficzny, Wrocław-Warszawa-Kraków-Gdańsk 1972, t. 17, s. 260-261 iPSB - wersja elektroniczna
- Leyding Gustaw (starszy) [w:] Słownik biograficzny działaczy ruchu ludowego, [makieta], Warszawa 1989, s. 231-232